# Ballantine's
Pour les articles homonymes, voir Ballantine.

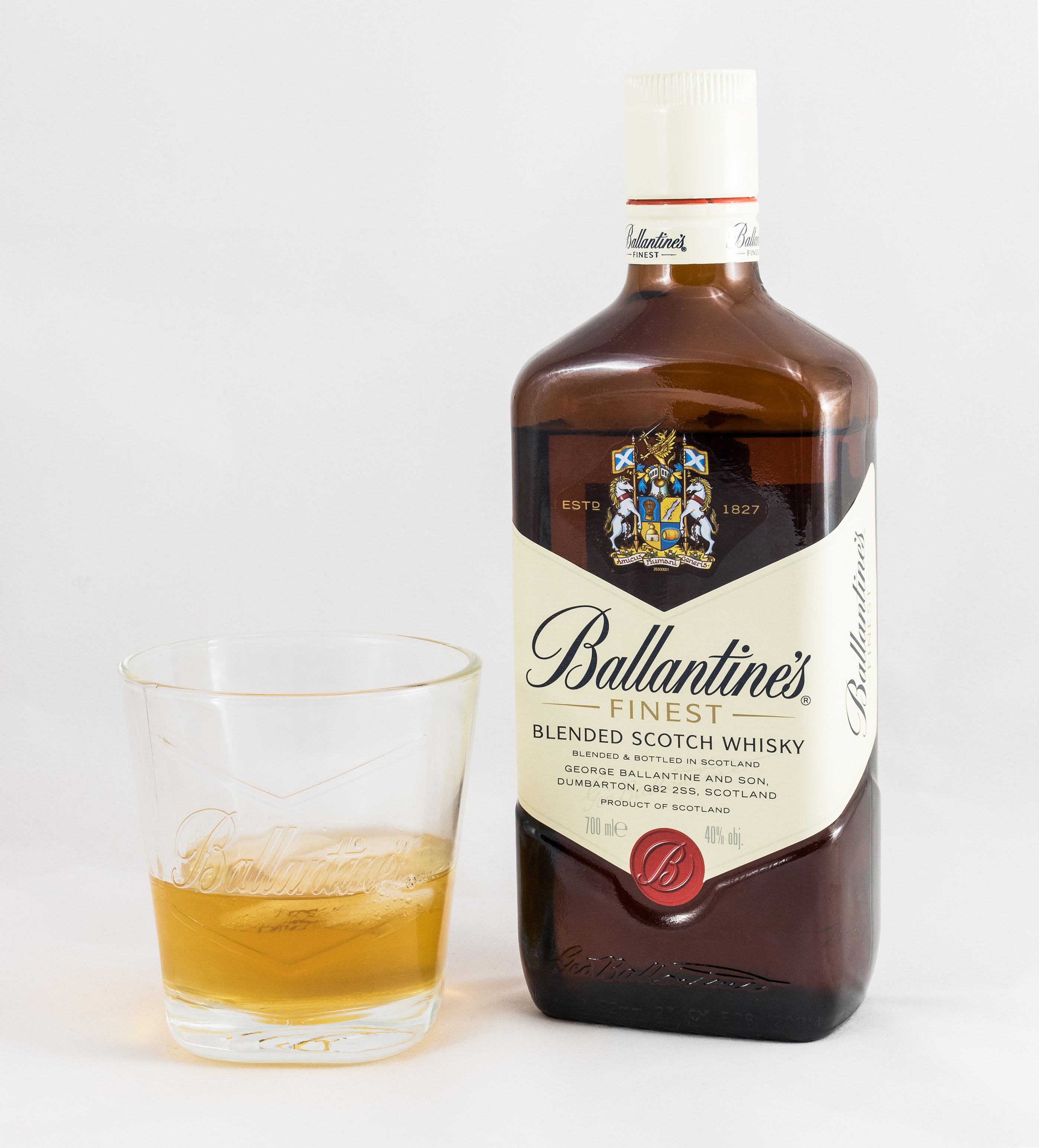
Une bouteille de Ballantine's Finest de 2017

Ballantine’s est une marque de blend whisky appartenant à Pernod Ricard. Le Ballantine's est fabriqué par George Ballantine & Son Ltd à Dumbarton, en Écosse.

## Histoire
George Ballantine crée son entreprise à l'âge de 19 ans en 1827. C'est une petite épicerie.
Il se lance notamment dans le commerce de thé et se distingue par sa capacité à créer des mélanges. Il se lance par la suite dans le commerce de whisky et est alors le premier à mettre en place le processus de vieillissement et d'assemblage, de blend de cette boisson alcoolisée. On assiste dès lors à la naissance de l'entreprise Ballantine's dont le produit phare est le blended whisky Finest. Pour ce whisky, la reine Victoria lui attribue en 1895, un brevet de fournisseur de la maison royale. Sur l'année 2021, un classement de la revue The Spirits Business le porte au deuxième rang des meilleurs scotch whisky en chiffre d'affaires généré, derrière le Johnnie Walker.
La marque appartient ensuite au conglomérat Allied Domecq, entre 1988 et 2005, date du rachat et partage de ce dernier entre Fortune Brands et Pernod Ricard.

## Produit
La marque Ballantine's possède une gamme de 7 produits (parfois plus ou moins selon les marchés) aux caractéristiques variées et aux vieillissements différents.
- Finest - "soft, sweet and complex"
- Brasil et Passion - whiskies parfumés
- Barrel Smooth - "exceptionally smooth with distinct sweetness and a touch of tang"
- 12 years - "honey sweet, spicy and deep"
- 15 years en provenance de trois distilleries différentes en single malt : Miltonduff, Glenburgie et Glentauchers
- 17 years - "creamy, harmonious and oak-sweetness"
- 21 years - "spig, aromatic and heather smoke"
- 30 years - "rich, oak influenced and lingering"
- 40 years - "incredible depth, complex and extremely fruity"

## Partenariats
- Scottish Open Golf Tournament
- Australian A-League Football, Saison 2007-08 à aujourd'hui
- Dumbarton Football Club
- Boiler Room